# 요시다 쓰네나가
요시다 쓰네나가(吉田 経長, よしだ つねなが)는 일본 가마쿠라 시대(鎌倉時代) 중기부터 후기에 걸쳐 활약했던 공경이다. 후지와라 북가(藤原北家) 가주지류(勧修寺) 요시다 집안으로, 중납언(中納言) · 요시다 다메쓰네(吉田為経)의 셋째 아들이다. 관위는 정2위 · 권대납언(権大納言)이다. 일기 《길속기》(吉続記)가 남아 전해진다.

## 경력
간겐(寬元) 2년(1244년) 종5위하 관위를 받았다. 겐초(建長) 3년(1251년) 종5위상 · 이즈미노카미(和泉守)에 서임되어 겐초 7년(1255년) 정5위하를 받았다. 
쇼카(正嘉) 3년 (1259년) 병부권소보(兵部権少輔)에 임명된다. 같은 해 가메야마 천황이 즉위하자 그 측근으로 승진하였다. 고초(弘長) 원년(1261년) 중궁권대진(中宮権大進), 고초 3년(1263년) 미노노카미를 맡아 분에이(文永) 3년 12월(1267년 1월) 5위 구란도(五位蔵人)에 보임된다. 분에이 4년(1267년) 4월 5일, 저택이 화재로 소실되었다. 7월 10일에는 산문봉행(山門奉行)으로써 쓰네나가는 견책되어 병거(屏居)을 명받았으나 자세한 것은 알 수 없다. 분에이 5년 12월(1269년 1월) 춘궁권대진(春宮権大進)에 임명되고, 요히토 친왕(世仁親王, 훗날의 고우다 천황)을 섬기고 분에이 6년(1269년)에는 춘궁대진(春宮大進)으로 옮겼다. 분에이 7년(1270년)에 좌소변(左少弁)에 임명되고, 분에이 8년(1271년) 종4위하 · 권우중변(権右中弁)이 되었다.
분에이 9년(1272년) 종4위상에 이어 정4위하가 되었다. 분에이 10년(1273년)에는 우중변 · 좌궁성사를 맡았고 고우다 천황의 즉위 후 분에이 11년(1274년)에 우대변(右大弁), 겐지 원년(1275년)에는 쿠란도노토(蔵人頭)에 보임되고, 좌대변(左大弁)으로 전임하였다. 조동대사장관(造東大寺長官)을 거쳐 겐지 3년(1277년) 참의로 임명되어 구교(公卿) 반열에 들었다. 겐지 4년(1278년)에는 종3위 · 오미노곤노카미(近江権守)가 되었다. 고안(弘安) 4년(1281년) 정3위를 받았다.
고안 6년(1283년) 권중납언으로 옮기고 고안 8년(1285년)에 종2위로 올랐다. 고안 9년 12월(1287년 1월) 병부경을 겸하게 되었으며 쇼오(正応) 원년(1288년) 정2위 · 중납언에 서임되지만, 지묘인 왕통의 후시미 천황(伏見天皇)이 즉위하고, 다이가쿠지 왕통인 가메야마 상황에 대한 충성의 의미로 같은 해 사퇴하였으나 그 뒤로도 조정의 정치에 계속하여 관여하는 등 왕성하게 활동하였다. 
쇼안(正安) 3년(1301년) 가메야마 상황의 손자 고니조 천황(後二条天皇)이 즉위하면서 중납언으로 복직하였다. 그러나 4년(1302년) 11월 18일, 쓰네나가는 가메야마 법황에 대한 무례를 이유로 칩거를 명받았다. 12월 5일에 이르러 다시금 출사하는 것이 허락되었고 겐겐(乾元) 2년(1303년) 권대납언에 이르렀으나 그 해에 출가하였다. 법명은 증각(證覚). 엔쿄 2년(1309년) 사망하였다. 향년 71.

## 관직 경력
※ 다음은 공경보임(公卿補任)의 기재에 따른다.
- 간겐 2년(1244년) 정월 23일 : 종5위하를 받았다.
- 겐초 3년(1251년)
  - 정월 5일 : 종5위상으로 올랐다.
  - 정월 22일 : 이즈미노카미로 임명되었다.
- 겐초 7년(1255년) 정월 5일 : 정5위하가 되었다.
- 겐초 8년(1256년) / 고겐 원년
  - 6월 9일 : 상을 맞아 관직에 물러났다.
  - 7월 14일 : 복직(아버지).
  - 12월 13일 : 이즈미노카미 임기를 마치고 교대.
- 쇼카 3년 (1259년) /쇼겐 원년
  - 3월 29일 : 병부권소보로 임명되다.
  - 12월 13일(1260년 1월 26일) : 권소보를 사임하였다.
- 고초 원년(1261년) 9월 26일 : 중궁권대진으로 임명되다
- 고초 3년(1263년)
  - 8월 13일 : 미노노카미로 임명되었다(중궁어급).
  - 12월 21일(1264년 1월 21일) : 미노노카미 임기를 마치고 교대하다.
- 분에이 3년 12월 15일(1267년 1월 11일) : 5위 구란도로 보임되다.
- 분에이 4년(1267년)
  - 4월 5일 : 저택이 화재로 소실되다.
  - 7월 10일 : 견책, 병거(屏居)를 명받았다. 당시 쓰네나가는 산문봉행의 직에 있었다.
- 분에이 5년(1268년)
  - 12월 6일(1269년 1월 9일) : 권대진을 그만두다.
  - 12월 16일(1269년 1월 19일) : 춘궁권대진으로 임명되다.
- 분에이 6년(1269년) 3월 27일 : 춘궁대진으로 전임하다.
- 분에이 7년(1270년)
  - 정월 21일 : 좌소변으로 임명되다. 구란도는 원래대로 맡았다.
  - 2월 1일 : 구란도에서 물러났다.
- 분에이 8년(1271년)
  - 2월 1일 : 종4위하가 되었다.
  - 2월 17일 : 대진은 예전대로 맡았다.
  - 7월 2일 : 대진직을 사임하였다.
  - 11월 29일(1272년 1월 1일) : 권우중변으로 전임하였다.
- 분에이 9년(1272년)
  - 정월 5일 : 우중변으로 전임되었다.
  - 12월 20일(1273년 1월 10일) : 정4위하가 되었다.
- 분에이 10년(1273년)
  - 4월 12일 : 우중변으로 전임되었다.
  - 7월 1일 : 우궁성사로 임명되었다.
- 분 에이 11년(1274년)
  - 4월 5일 : 좌중변으로 전임되었다.
  - 6월 : 상을 맞아 관직에서 물러났다(어머니).
  - 7월 29일 : 복직 임명.
  - 9월 10일 : 우중변으로 전임되었다.
- 겐지 원년(1275년)
  - 10월 8일 : 구란도노토로 보임되었다.
  - 12월 26일(1276년 1월 13일) : 좌중변으로 전임되었다.
- 겐지 2년(1276년) 정월 23일 : 조동대사장관을 겸임하였다.
- 겐지 3년(1277년) 9월 13일 : 참의로 임명되었다. 대변 관직은 원래대로 맡았다.
- 겐지 4년(1278년)/고안 원년
  - 2월 8일 : 오미노곤노카미를 겸임하였다.
  - 7월 17일 : 종3위를 받았다.
- 고안 4년(1281년) 정월 5일 : 정3위를 받았다.
- 고안 6년(1283년) 3월 28일 : 권중납언으로 임명되었다.
- 고안 8년(1285년)
  - 정월 5일 : 종2위로 올랐다.
  - 7월 17일 : 검을 차는 것을 허락받았다.
- 고안 9년 12월 16일(1287년 1월 1일) : 병부경을 겸임하게 되었다.
- 고안 11년(1288년)/ 쇼오 원년
  - 2월 10일 : 병부경을 사직하였다.
  - 10월 27일 : 중납언으로 전임하였다.
  - 11월 26일 : 중납언을 사임하였다.
  - 12월 20일(1289년 1월 13일) : 정2위로 올랐다(지난 대상회에서 서위되었던 것의 어급).
- 쇼오 2년(1289년) 8월 2일 : 본좌(本座)를 청하다.
- 쇼오 3년(1301년)
  - 5월 : 남원(南院)의 주도(衆徒)들을 막다.
  - 10월 24일 : 원래 관직으로 돌아왔다.
- 쇼오 4년(1302년)
  - 11월 18일 : 가메야마 법황에 대한 무례를 이유로 칩거를 명받았다.
  - 12월 5일 : 출사가 허락되다.[3]
- 겐겐 2년(1303년)
  - 정월 28일 : 권대납언으로 임명되다.
  - 10월 29일 : 사직.
  - 11월 18일 : 출가.
- 엔쿄 2년(1309년) 6월 8일 : 훙거. 향년 71.

## 계보
- 아버지 : 요시다 다메쓰네(吉田為経)
- 어머니 : 니조 사다타카(二条定高)의 딸
- 아내 :하무로 사다쓰구(葉室定嗣)의 딸(? -1298)
  - 장남 : 요시다 사다후사(吉田定房, 1274-1338)
  - 차남 : 요시다 다카나가(吉田隆長, 1277-1350)
  - 셋째 : 요시다 후유카타(吉田冬方, 1285-? )
- 아내 : 레이제이 쓰네요리(冷泉経頼)의 딸
  - 다섯째 : 세이간지 스케후사(清閑寺資房, 1304-1344)
- 생모 불명의 자녀
  - 넷째 : 요시다 요리쿠니(吉田頼国)
  - 남자 : 쓰네마사(経雅)
  - 남자 : 쓰네테루(経耀)
  - 여자 : 오이고몬 후유우지(大炊御門冬氏)의 아내
  - 여자 : 오이고몬 후유우지의 아내
  - 여자 : 니조 다메후지(二条為藤)의 아내

## 요시다 쓰네나가의 일기 《길속기》
요시다 쓰네나가의 일기 《길속기》(吉続記, きつぞくき)는 《경장경기》(経長卿記, つねながきょうき) 또는 《길속어기》(吉続御記)이라고도 하는데, 쓰네나가 자신의 고조할아버지이자 헤이안 시대의 구교였던 요시다 쓰네후사(吉田経房, 후지와라노 쓰네나가)가 남긴 일기 《깃키》(吉記)를 잇는다는 의미를 담은 제목이다. 《길속기》의 원본은 사라졌고 사본으로 분에이 4년(1267년)부터 겐겐 원년(1302년)까지 18년 정도의 단속적인 내용의 기사가 전해지고 있다. 
쓰네나가 본인이 가메야마, 고우다 두 상황으로부터 두터운 신임을 받았고, 조정의 정치에도 깊게 관여하였으며, 아울러 당시 조정과 막부 사이의 여러 가지 교섭을 담당하였던 인물이기에, 그의 일기인 길속기는 가마쿠라 후기 정치사를 연구하는 기본 사료로 평가받고 있다. 일기에는 양통질립(両統迭立)을 둘러싼 문제에 있어 다이카쿠지 왕통 지지측의 입장이라던가 일본 전근대사 초유의 국난이라 일컫는 몽골의 침공에 대한 당시 전국 각지 지샤에서의 가지기도, 방어책 등에 대한 상세한 기사를 싣고 있다. 또한 1970년대 고려첩장 불심조조 문서 발견으로 알려진 당시 삼별초의 일본으로의 접근 시도 또한 언급하고 있다. 일본의 『사료집성』(史料大成)에 수록되었다.